# Смоливый
Смоливый — ручей в России, протекает по территории Сосновецкого сельского поселения Беломорского района Республики Карелии. Длина ручья — 22 км.
Ручей берёт начало из болота без названия на высоте выше 136 м над уровнем моря.
Течёт преимущественно в юго-восточном направлении по заболоченной местности.
Ручей в общей сложности имеет четыре притока суммарной длиной 13 км.
Втекает на высоте 96,0 м над уровнем моря в реку Тунгуда, впадающую в реку Нижний Выг.
В нижнем течении Смоливый протекает через озёра Керваярви и Медвежье.
Населённые пункты на ручье отсутствуют.
Код объекта в государственном водном реестре — 02020001312202000006779.